# Fleetwood Mac Tour
Fleetwood Mac Tour es la séptima gira de conciertos de la banda británica de rock Fleetwood Mac, para promocionar el álbum Fleetwood Mac de 1975. Comenzó el 13 de julio de 1975 en la Universidad Estatal de Kent y culminó el 19 de diciembre del mismo año en el recinto The Forum en Inglewood en los Estados Unidos. A su vez es la primera gira con Lindsey Buckingham y Stevie Nicks como miembros activos de la agrupación.

## Antecedentes
A principios de 1975 y tras la salida del guitarrista Bob Welch, el baterista Mick Fleetwood se vio en la obligación de contratar un nuevo integrante al grupo. Por ello en los primeros meses del mismo año ingresó el guitarrista Lindsey Buckingham junto a su novia Stevie Nicks. con quienes dieron una serie de presentaciones por los Estados Unidos durante el primer semestre de 1975, antes del lanzamiento del disco Fleetwood Mac y que no fueron consideradas dentro de la gira que concierne. 
El 11 de julio del mismo año lanzaron su disco homónimo y solo dos días después iniciaron la gira en Kent, y que posteriormente los llevó por varias ciudades de los Estados Unidos y por Canadá hasta fines de ese año.

## Lista de canciones
A lo largo de la gira que contó con sesenta presentaciones la banda interpretó dos listados de canciones, el primero de ellos se llevó a cabo entre julio y agosto, y el segundo desde septiembre hasta su última presentación en diciembre. A continuación los listados de canciones dado en Salt Lake City el 20 de agosto y del 3 de octubre celebrado en Hampton.
| - Terrace Ballroom, Salt Lake City 1. «Station Ma» 2. «Monday Morning» 3. «Over My Head» 4. «Don't Let Me Down» (cover de Buckingham Nicks) 5. «Say You Love Me» 6. «Oh Well» 7. «Rhiannon» 8. «Blue Letter» 9. «Why» 10. «Landslide» 11. «World Turning» 12. «I'm So Afraid» 13. «Hypnotized» | - Hamptom Coliseum, Hampton 1. «Get Like You Used to Be» (cover de Chicken Shack) 2. «Station Man» 3. «Spare Me a Little of Your Love» 4. «Rhiannon» 5. «Monday Morning» 6. «Why» 7. «Landslide» 8. «Crystal» 9. «Frozen Love» (cover de Buckingham Nicks) 10. «Over My Head» 11. «Say You Love Me» 12. «I'm So Afraid» 13. «Oh Well» 14. «The Green Manalishi» 15. «World Turning» 16. «Blue Letter» 17. «Don't Let Me Down Again» (cover de Buckingham Nicks) 18. «Hypnotized» |

## Fechas
| Fecha            | País           | Ciudad         | Recinto                           |
| ---------------- | -------------- | -------------- | --------------------------------- |
| 13 de julio      | Estados Unidos | Kent           | Kent State University             |
| 25 de julio      | Estados Unidos | Houston        | Houston Music Hall                |
| 26 de julio      | Estados Unidos | Nueva Orleans  | ?                                 |
| 1 de agosto      | Estados Unidos | San Bernardino | Swing Auditorium                  |
| 3 de agosto      | Estados Unidos | Oakland        | Oakland-Alameda County Coliseum   |
| 7 de agosto      | Canadá         | Vancouver      | Coliseo del Pacífico              |
| 8 de agosto      | Estados Unidos | Seattle        | Paramount Theatre                 |
| 9 de agosto      | Estados Unidos | Portland       | Paramount Theatre                 |
| 10 de agosto     | Estados Unidos | Missoula       | University of Montana             |
| 11 de agosto     | Canadá         | Lethbridge     | Canada Games Sportplex            |
| 13 de agosto     | Canadá         | Calgary        | Stampede Grandstand               |
| 15 de agosto     | Estados Unidos | Milwaukee      | MECCA Arena                       |
| 17 de agosto     | Estados Unidos | Kansas City    | Royal Stadium                     |
| 20 de agosto     | Estados Unidos | Salt Lake City | Terrace Ballroom                  |
| 22 de agosto     | Estados Unidos | Albuquerque    | Civic Auditorium                  |
| 23 de agosto     | Estados Unidos | Flagstaff      | Northern Arizona University       |
| 24 de agosto     | Estados Unidos | Phoenix        | Celebrity Theatre                 |
| 30 de agosto     | Estados Unidos | Anaheim        | Anaheim Stadium                   |
| 31 de agosto     | Estados Unidos | San Diego      | Estadio Balboa                    |
| 3 de septiembre  | Estados Unidos | Wallingford    | Trod Nossel Studios               |
| 12 de septiembre | Estados Unidos | Denver         | McNichols Sports Arena            |
| 14 de septiembre | Estados Unidos | Casper         | Casper Fairgrounds Arena          |
| 16 de septiembre | Estados Unidos | Lincoln        | Pershing Center                   |
| 17 de septiembre | Estados Unidos | Madison        | Veterans Memorial Coliseum        |
| 18 de septiembre | Estados Unidos | Chicago        | Auditorium Theatre                |
| 19 de septiembre | Estados Unidos | Champaign      | Universidad de Illinois           |
| 20 de septiembre | Estados Unidos | West Lafayette | Elliot Hall of Music              |
| 21 de septiembre | Estados Unidos | Cincinnati     | Edgewater Raceway Park            |
| 23 de septiembre | Estados Unidos | La Crosse      | Mary E. Sawyer Auditorium         |
| 24 de septiembre | Estados Unidos | Davenport      | RKO Orpheum Theater               |
| 26 de septiembre | Estados Unidos | Kent           | Kent State University             |
| 27 de septiembre | Estados Unidos | Detroit        | Michigan Theatre                  |
| 29 de septiembre | Estados Unidos | Columbus       | Veterans Memorial Auditorium      |
| 3 de octubre     | Estados Unidos | Hampton        | Hampton Coliseum                  |
| 4 de octubre     | Estados Unidos | Richmond       | Richmond Coliseum                 |
| 5 de octubre     | Estados Unidos | Largo          | Capital Centre                    |
| 8 de octubre     | Estados Unidos | Siracusa       | Oncenter War Memorial Arena       |
| 9 de octubre     | Estados Unidos | Buffalo        | New Century Theatre               |
| 10 de octubre    | Estados Unidos | Uniondale      | Nassau Veterans Memorial Coliseum |
| 11 de octubre    | Estados Unidos | Filadelfia     | The Spectrum                      |
| 12 de octubre    | Estados Unidos | Slippery Rock  | Universidad Slippery Rock         |
| 15 de octubre    | Estados Unidos | Pittsburgh     | Pittsburgh Civic Arena            |
| 16 de octubre    | Estados Unidos | Erie           | Erie County Field House           |
| 17 de octubre    | Estados Unidos | Passaic        | Capitol Theatre                   |
| 18 de octubre    | Estados Unidos | Boston         | Boston Garden                     |
| 20 de octubre    | Estados Unidos | New Haven      | New Haven Coliseum                |
| 25 de octubre    | Estados Unidos | Storrs         | Universidad de Connecticut        |
| 26 de octubre    | Estados Unidos | Nueva York     | Beacon Theater                    |
| 14 de noviembre  | Estados Unidos | Atlanta        | Fox Theatre                       |
| 20 de noviembre  | Estados Unidos | Winston-Salem  | Wake Forrest University           |
| 21 de noviembre  | Estados Unidos | Morgantown     | West Virginia University Coliseum |
| 26 de noviembre  | Estados Unidos | Sacramento     | Sacramento Memorial Auditorium    |
| 27 de noviembre  | Estados Unidos | Santa Mónica   | Santa Mónica Civic Auditorium     |
| 28 de noviembre  | Estados Unidos | San Francisco  | Winterland Arena                  |
| 29 de noviembre  | Estados Unidos | San Francisco  | Winterland Arena                  |
| 2 de diciembre   | Estados Unidos | San Jose       | Civic Auditorium                  |
| 6 de diciembre   | Estados Unidos | Nueva Orleans  | The Warehouse                     |
| 10 de diciembre  | Estados Unidos | Denver         | Convention Center                 |
| 18 de diciembre  | Estados Unidos | Bakersfield    | Civic Auditorium                  |
| 19 de diciembre  | Estados Unidos | Inglewood      | The Forum                         |

## Músicos
- Stevie Nicks: voz y coros
- Lindsey Buckingham: guitarra, voz y coros
- Christine McVie: teclados, voz y coros
- John McVie: bajo
- Mick Fleetwood: batería